# Jewish Tribune
Le Jewish Tribune est un hebdomadaire canadien anglophone qui s’adresse à la communauté juive du Canada. L’hebdomadaire est publié par B'nai B'rith Canada. Il a un tirage de plus de 70 500 exemplaires, ce qui en fait la plus grande publication hebdomadaire juive au Canada. Il est distribué dans les villes de Toronto, Montréal, Ottawa, Winnipeg, Hamilton, Vancouver et Windsor.
Le Jewish Tribune reflète généralement les vues et opinions généralement conservatrices du B'nai B'rith Canada. Son principal concurrent est l’hebdomadaire Canadian Jewish News, dont le tirage est plus modeste. Il existe également le magazine de gauche Outlook publié six fois par année par United Jewish People de Vancouver. 